# 李玉龙 (1961年)
李玉龙（1961年—），飞行器设计专家。西北工业大学教授，民航学院院长，主要从事从事飞行器结构抗离散源撞击设计和抗坠毁设计的分析与试验验证等方面的研究。发表论文数百篇，获得数十项中国国家专利、出版多本专著、中国教育部第三批“长江学者”特聘教授，享受国务院特殊津贴。

## 生平
1982至1992年，先后获得西北工业大学飞机系飞机结构与强度专业学士学位、飞机系固体力学专业硕士学位、固体力学专业博士学位，后作为博士研究生在牛津大学学习；
1985至1996年，在西北工业大学任教，1996年升任教授；
1996至2000年，先后在加州大学圣地亚哥分校担任高级访问学者，约翰霍普金斯大学机械工程系从事博士后研究、担任副研究科学家；
2000年至今，担任西北工业大学教授，期间前往约翰霍普金斯大学机械工程系、法国巴黎第六大学国家力学实验室担任访问教授。

## 主要荣誉奖项
| 年份 | 奖项                         | 研究内容                                             |
| ---- | ---------------------------- | ---------------------------------------------------- |
| 2020 | 教育部自然科学一等奖         | “典型金属材料在高应变率、高温下的变形机制与断裂机理” |
| 2019 | 国防科技二等奖               | “飞机金属结构振动疲劳设计分析与试验验证技术”         |
| 2016 | 中国全国优秀科技工作者       |                                                      |
| 2006 | 国防科技二等奖               | “霍普金森杆的研究及应用”                             |
| 2003 | 国防科技二等奖               | “飞机鸟撞的动态测量方法”                             |
| 1997 | 中国航空航天部科技进步二等奖 | “高加速度传感器标定系统”                             |

## 主要社会兼职
中国力学学会爆炸力学专业委员会副主任委员
中国航空学会第八届理事会理事兼鸟撞分会主任委员，适航分会委员
航空学院“先进结构与材料研究所”所长。
担任《J. Dynamic Behavior of Materials》 、《固体力学学报》、《航空学报》等杂志编委。